# Finta (Dâmbovița)
Pour les articles homonymes, voir Finta.
Finta est une commune du județ de Dâmbovița en Roumanie.